# August Reichensperger (Zoologe)

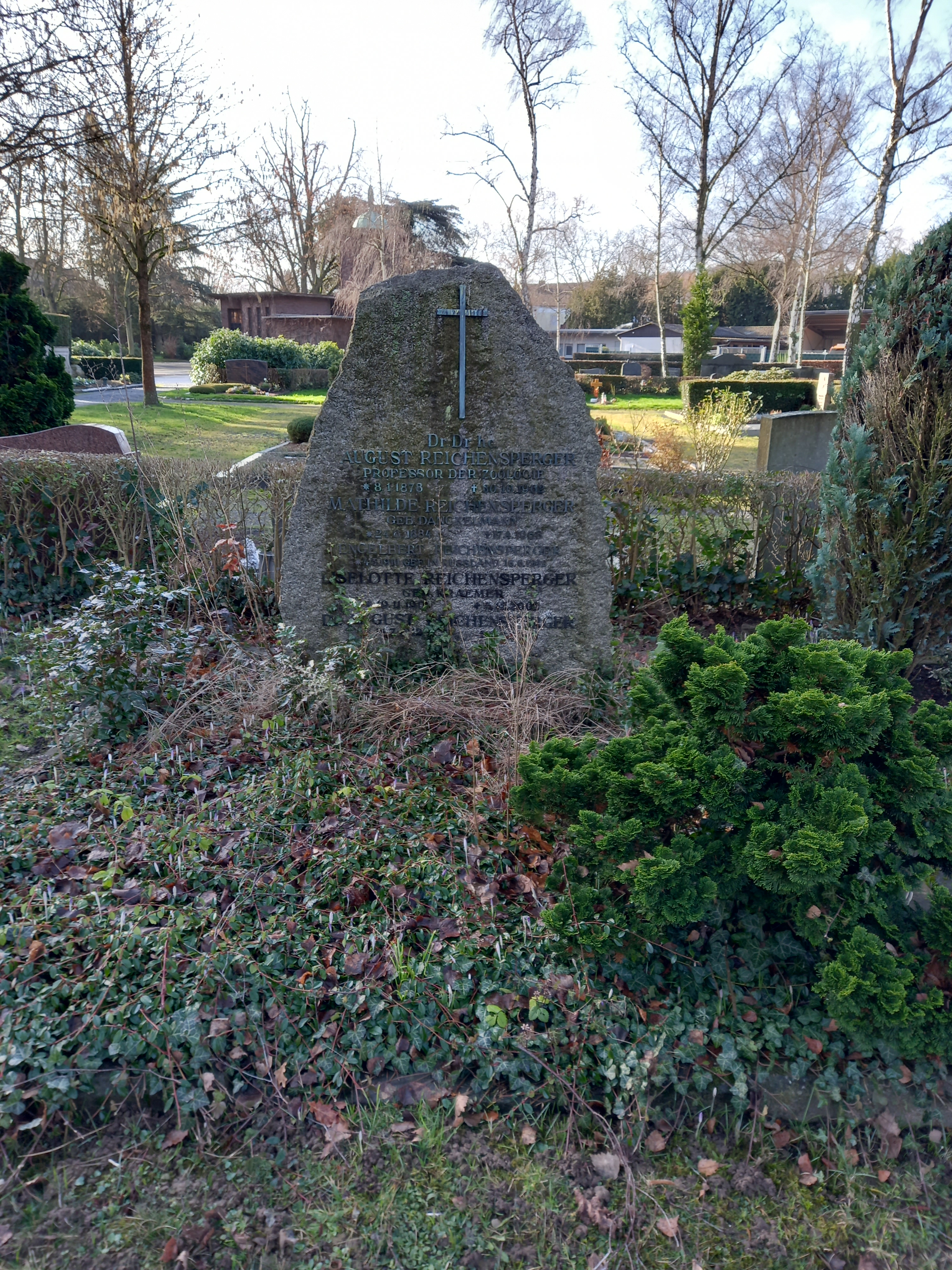
Das Grab von August Reichensperger und seiner Ehefrau Mathilde geborene Danckelmann auf dem Zentralfriedhof Bad Godesberg in Bonn

August Carl Alexander Reichensperger (* 8. Januar 1878 in Koblenz; † 31. Oktober 1962 in Bad Godesberg, heute zu Bonn) war ein deutscher Zoologe sowie Hochschullehrer.

## Leben
Der gebürtige Koblenzer August Reichensperger, Abiturient am Apostelgymnasium in Köln, wandte sich in der Folge dem Studium der Rechtswissenschaften an der Rheinischen Friedrich-Wilhelms-Universität Bonn und an der Friedrich-Wilhelms-Universität zu Berlin, anschließend dem der Naturwissenschaften an der Westfälischen Wilhelms-Universität zu, 1905 erfolgte in Bonn seine Promotion zum Dr. phil. Nach einer Studienreise nach Neapel habilitierte er sich 1908 in Bonn für die Fächer Zoologie und vergleichende Anatomie.
1912 übernahm August Reichensperger eine Dozentur an der Landwirtschaftlichen Hochschule Bonn-Poppelsdorf, 1919 folgte er einem Ruf auf die ordentliche Professur für Zoologie und vergleichende Anatomie sowie die Leitung des gleichnamigen Instituts an der Universität Freiburg, 1928 kehrte er in gleicher Eigenschaft nach Bonn zurück, 1948 wurde er emeritiert.
Die Forschungsschwerpunkte August Reichenspergers, Enkel des gleichnamigen Politikers, betrafen die Echinodermen, Insekten sowie Insektenstaaten. Überdies trat er als Förderer der Kunst und der Heimatpflege hervor.
Seit 1924 war er Ehrenmitglied der katholischen Studentenverbindung KDStV Teutonia Freiburg im Uechtland.

## Publikationen
- Zur Anatomie von "Pentacrinus decorus" (Wy. Th.), Inaugural-Dissertation, W. Engelmann, Leipzig 1905
- Mit Ivar Trägårdh: Myrmekophilen und Termitophilen aus Natal und Zululand, W. Zachrissons boktryckeri a.-b., Göteborg 1915
- Mit J. Thiele: Solenogastres, Mollusca, Echinodermata, Walter De Gruyter, Berlin, 1925–1926
- Die Paussiden Afrikas, W. Kramer, Frankfurt 1948